# Vivek Wadhwa
Vivek Wadhwa est un entrepreneur et universitaire indo-américain, qui écrit souvent dans la presse (BusinessWeek, Washington Post, etc.). Il est senior research associate à la Harvard Law School et executive in residence à l'université Duke, entre autres postes universitaires.

## Biographie
Après des études d’informatique à l’université de Canberra en Australie, il a obtenu un Master of Business Administration à la Stern School of Business de l’université de New York. Il a été vice-président des systèmes d’information au Crédit suisse First Boston (CSFB), puis directeur de la technologie à  Seer Technologies, une société d’informatique qui s’est développé à partir de la business unit qu’il dirigeait au CSFB. Wadhwa est le fondateur de Relativity Technologies, une société d’informatique basée à Raleigh aux États-Unis (Caroline du Nord) en 1997. Il a quitté l’entreprise en 2004 et celle-ci a plus tard été vendue à Micro Focus en 2008.
Il est actuellement enseignant-chercheur au sein du Labor And Worklife Program de la faculté de droit de Harvard, professeur à la faculté d’ingénierie de l’université Duke, et professeur associé à l’université de Berkeley en Californie. 
Il rédige en outre des articles pour BusinessWeek, le Washington Post et pour le blog high-tech américain TechCrunch.